# Ратови звезда: Буђење силе
Ратови звезда: Буђење силе (енгл. Star Wars: The Force Awakens), познат и као Ратови звезда — епизода VII: Буђење силе, амерички је научнофантастични филм из 2015. године, режисера, сценаристе и продуцента Џеј-Џеј Ејбрамса, који представља седми наставак саге Ратови звезда. Глумачку екипу чине Адам Драјвер, Дејзи Ридли, Џон Бојега, Оскар Ајзак, Лупита Нјонго, Енди Серкис и Донал Глисон уз Харисона Форда, Марка Хамила, Кари Фишер, Ентонија Данијелса и Питера Мејхјуа који поново тумаче своје улоге из претходних наставака. Радња се одвија 30 година након догађаја приказаних у филму Повратак џедаја и прати борбу између Покрета отпора, који предводе ветерани Побуњеничке алијансе и Првог реда, наследника Империје.
Компанија Лукасфилм је 30. октобра 2012. званично најавила снимање епизода 7, 8 и 9, непосредно након што је Компанија Волт Дизни откупила Лукасфилм од Џорџа Лукаса за четири милијарде долара. Првобитно је као сценариста ангажован Мајкл Арнт, али је након консултација са режисером и продуцентима одлучено је да сценарио преправе Џеј-Џеј Ејбрамс и Лоренс Каздан, док је консултант на сценарију био Џорџ Лукас. Џон Вилијамс, композитор претходних шест филмова, вратио се писању музике и за овај филм. Снимање је почело у априлу 2014. у Абу Дабију и на Исланду, док се такође снимало у Ирској и Енглеској, а завршено је у новембру исте године.
Пошто је излазак филма био нашироко ишчекиван, Дизни га је подржао опсежном маркетиншком кампањом. Премијерно је приказан у Лос Анђелесу 14. децембра 2015, док је у америчким биоскопима изашао 18. децембра исте године. Добио је похвале за свој сценарио, режију, глуму (нарочито су похваљени Форд, Ридлијева, Бојега и Драјвер), музику, визуелне ефекте, монтажу и акционе сцене, док су поједини критичари сматрали да филм има превише сличности са оригиналном трилогијом. Филм је оборио многе рекорде у заради и постао је најуспешнији филм у серијалу, најуспешнији филм у Северној Америци, најуспешнији филм из 2015. и у то време трећи најуспешнији филм икада, зарадивши преко 2 милијарде долара широм света. Био је номинован за пет награда на 88. додели Оскара и за четири награде БАФТА, од којих је освојио ону за најбоље визуелне ефекте. Прате га наставци Последњи џедаји из 2017. и Успон Скајвокера из 2019. године.

## Радња
Око 30 година после уништења друге Звезде смрти, последњи џедај, Лук Скајвокер, је нестао. Први Ред који је настао из пале Галактичке Империје настоји да уништи Нову Галактичку Републику. Отпор, под подршком Републике, води Лукова сестра Леја, која покушава да га пронађе пре Првог Реда.
Пилот Побуњеника, По Дамерон се на планети Џаку среће са Лор Сан Теком који му даје мапу до Лукове локације. Јуришници које води Кајло Рен долазе на Џаку и хватају Поа, док Кајло Рен убија Теку. Поов дроид ББ-8 бежи са мапом и наилази на копачицу по ђубрету Реј. Јуришник ФН-2187, који не жели да убија за Први Ред, ослобађа Поа, и они беже украденим бродом. По назива јуришника ФН-2187 „Фин”. Приликом бежања, они се сруше на Џаку, и Фин преживљава, али изгледа да По није. Он наилази на Реј и ББ-8-а, али Први Ред их напада својим бродовима. Они се укрцавају на Миленијумског Сокола и користе га за бекство од снага Првог Реда.
Током лета, Сокола усисава већи брод којим управљају Хан Соло и Чубака, желећи да га поврате. Две ривалске банде се такође укрцавају на Ханов брод желећи да им он врати дугове. Међутим, Рахтари, ванземаљска чудовишта које Хан превози на броду се ослобађају, убијајући чланове тих банди, док за то време Хан, Чубака, Реј, Фин и ББ-8 беже Миленијумским Соколом. Преостали чланови банди обавештавају Први Ред о тим догађајима. На бази Првог Реда Убици звезда (планета претворена у супер-оружје), Врховни вођа Сноук наређује да се Убица звезда употреби први пут. Сноук испитује Рена да ли може да се сукоби са својим оцем Хан Солом, на шта му Рен одговара да му он више ништа не значи и да неће бити заведен на светлу страну.
Посада на Соколу види део мапе коју ББ-8 приказује и закључују да то није цела мапа. Хан објашњава да је Лук основао џедајску академију, али ју је његов бивши ученик (Кајло Рен) уништио и прешао на тамну страну. Они путују до планете Такодана и срећу се са власницом кафане Маз Канатом, која им нуди помоћ да преда ББ-8-a побуњеницима. Реј одлази у подрум и налази светлосну сабљу која је припадала Луку и његовом оцу Анакину. Она је дотиче и доживљава узнемирујуће визије, и бежи у шуму. Маз даје светлосну сабљу Фину за заштиту.
Убица звезда тада пуца и уништава главни град Републике. Први Ред тада напада Такодану у потрази за ББ-8-ом. Хана, Чубаку и Фина спашавају побуњенички бродови, које предводи По, који је преживео пад на Џаку. Леја стиже на Такодану са Ц-3ПО-ом. У међувремену, Рен хвата Реј и одводи је на Убицу звезда. Међутим, када је он упита за мапу, она се одупире његовом читању мисли. Откривајући да може да користи Силу, она бежи контролишући мисли једном Стормтруперу.
На побуњеничкој бази, ББ-8 проналази Р2-Д2-а, који не ради од кад је Лук нестао. Када се Први Ред спрема да уништи побуњеничку базу, побуњеници смишљају како да униште њихову Убицу звезда. Леја моли Хана да врати њиховог сина живог. Користећи Сокола, Хан, Чубака и Фин одлазе на базу и налазе Реј, и постављају експлозиве. Хан се сусреће са Реном, назвавши га његовим правим именом (Бен) и моли га да напусти тамну страну, али Рен одбија и убија свог оца. Тада Чубака погађа Рена, док у том тренутку побуњеници нападају Убицу звезда.
Повређени Рен тада налази Фина и Реј и напада их. Рен побеђује Фина у борби светлосним сабљама, тешко га ранивши. Реј онда узима сабљу и користи Силу да победи Рена, и пре него што крене да га убије, планета се цепа, раздвајајући их. Сноук наређује да му доведу Рена, да заврши свој тренинг. Реј и Чубака одлазе са Соколом пре него што Убица звезда експлодира. На бази побуњеника сви славе док Леја, Чубака и Реј тугују за Хановом смрћу. Р2-Д2 се тада буди и показује им остатак мапе, коју Реј прати до једне планете. Тамо налази Лука и нуди му његову светлосну сабљу.

## Улоге
| Глумац | Улога              |
| --- | ------------------ |
| Харисон Форд                                                                                               | Хан Соло           |
| Марк Хамил                                                                                                 | Лук Скајвокер      |
| Кари Фишер                                                                                                 | Леја Органа        |
| Адам Драјвер                                                                                               | Кајло Рен          |
| Дејзи Ридли                                                                                                | Реј                |
| Џон Бојега                                                                                                 | Фин                |
| Оскар Ајзак                                                                                                | По Дамерон         |
| Лупита Нјонго                                                                                              | Маз Каната         |
| Енди Серкис                                                                                                | Врховни вођа Сноук |
| Донал Глисон                                                                                               | Генерал Хакс       |
| Ентони Данијелс                                                                                            | Ц-3ПО              |
| Питер Мејхју Џонас Суотамо                                                                                 | Чубака             |
| Кени Бејкер                                                                                                | Р2-Д2              |
| Макс фон Сидоу                                                                                             | Лор Сан Тека       |
| Гвендолин Кристи                                                                                           | Фазма              |
| Бил Хејдер (вокални консултант) Бен Шварц (вокални консултант) Дејв Чапман (луткар) Брајан Херинг (луткар) | ББ-8               |

## Продукција
Дана 25. јануара 2013. је званично потврђено да ће нови филм режирати Џ. Џ. Ејбрамс.
Дана 10. маја 2013. је потврђено да ће се за потребе снимања новог филма користити Пајнвуд студио у Лондону.
Дана 27. јула 2013. је потврђено да ће музику као и за претходних шест филмова писати чувени амерички композитор Џон Вилијамс.
Дана 24. октобра 2013. је потврђен комплетан филмски тим који ће учествовати у процесу снимања епизоде 7.
Дана 7. новембра 2013. је званично објављено да ће епизода 7 своју премијеру имати 18. децембра 2015. и да ће сценарио писати Џ. Џ. Ејбрамс и Лоренс Касдан.
Дана 18. марта 2014. је потврђено од стране Лукасфилма да снимање филма почиње у мају 2014.
Дана 29. априла 2014. је потврђена глумачка екипа за епизоду 7.
мај 2014 − почиње снимање епизоде 7. Локације на којима се снимало укључују Абу Даби, лондонски Пајнвуд студио, острво Скелиг Мајкл у Ирској, Динску шуму и војну базу Гринам Комон.
Дана 6. новембра 2014. је потврђено да је снимање епизоде 7 завршено након чега је филм ушао у једногодишњи период постпродукције. Такође је објављено и званично име филма које ће бити "Буђење силе".

## Пријем
Филм је добио одличне критике од публике и критичара. Сајт Rotten Tomatoes му је дао рејтинг 93% и просечну оцену 8,2/10. Филм је широм света зарадио преко 2 милијарде долара, чиме је постао најуспешнији филм у 2015. години. Ово је такође филм који је имао највећу зараду од свих филмова из саге Ратови звезда.